# António Monteiro
António Vítor Martins Monteiro ComC • GCIH (Angola, 22 de janeiro de 1944), é um diplomata português, tendo também exercido funções políticas e empresariais. É casado com Isabel Maria Leite Pinto e tem duas filhas - Filipa e Maria.

## Habilitações académicas
- Licenciado em Direito pela Faculdade de Direito da Universidade de Lisboa

## Funções governamentais exercidas
- XVI Governo Constitucional de Portugal
  - Ministro dos Negócios Estrangeiros e das Comunidades Portuguesas de 17 de julho de 2004 a 12 de março de 2005

## Actividade profissional[1]
- - Ingresso no Ministério dos Negócios Estrangeiros (1968)
  - Primeiro-Secretário em Kinshasa (Zaire (hoje Congo-Kinshasa) 1971)
  - Primeiro-Secretário na Embaixada de Portugal em Roma (1976)
  - Representante Permanente de Portugal junto da Organização das Nações Unidas para a Agricultura e a Alimentação (FAO) (1978)
  - Governador-Alternante do Fundo Internacional de Desenvolvimento Agrícola (IFAD) (1978)
  - Na Secretaria de Estado como Vice-Chefe do Protocolo de Estado (1978)
  - Na Missão Permanente de Portugal junto da Organização das Nações Unidas, em Nova Iorque (1981)
  - Conselheiro de Embaixada (1982)
  - Representante Permanente Adjunto na Missão Permanente de Portugal junto da Organização das Nações Unidas, em Nova Iorque (1984)
  - Na Secretaria de Estado, como Chefe de Gabinete do Secretário de Estado dos Negócios Estrangeiros e da Cooperação (1987-1991)
  - Ministro Plenipotenciário de 2.ª Classe (1987)
  - Ministro Plenipotenciário de 1.ª Classe (1990)
  - Membro da Delegação Portuguesa que mediou as negociações para os Acordos de Paz em Angola, assinados em Lisboa (1990-1991)
  - Chefe da Missão Temporária de Portugal junto das Estruturas do Processo de Paz em Angola e Representante junto da Comissão Conjunta Político-Militar, em Luanda (1991)
  - Diretor-Geral dos Negócios Político-Económicos do Ministério dos Negócios Estrangeiros (1993)
  - Diretor-Geral de Política Externa do Ministério dos Negócios Estrangeiros (1994)
  - Embaixador, continuando em serviço na Secretaria de Estado dos Negócios Estrangeiros (1994)
  - Coordenador do Comité de Concertação Permanente da Comunidade dos Países de Língua Portuguesa (1994-1996)
  - Representante Permanente de Portugal junto das Nações Unidas, em Nova Iorque (1997-2001).
  - Presidente do Conselho de Segurança da ONU (Abril de 1997-Junho de 1998)
  - Presidente do Comité criado pelo Conselho de Segurança relativo à situação decorrente do conflito entre o Iraque e o Kuwait (1997-1998)
  - Vice-Presidente do Conselho Económico e Social da ONU (2000 -2001)
  - Embaixador de Portugal em França (2001-2004)
  - Representante de Portugal junto do Conselho da Agência Espacial Europeia (ESA) (2001-2004)
  - Membro do Fórum dos Embaixadores da Agência Portuguesa para o Investimento (2002-2009)
  - Membro do Conselho Consultivo da Comissão Estratégica dos Oceanos (2003)
  - Ministro dos Negócios Estrangeiros e das Comunidades Portuguesas de Portugal (2004-2005)
  - Alto-Comissário das Nações Unidas para as Eleições na Costa do Marfim (2005-2006)
  - Embaixador de Portugal em França (2006-2009)
  - Representante de Portugal junto do Conselho da Agência Espacial Europeia (ESA) (2006-2009)
  - Membro do Conselho da Faculdade de Ciências Sociais e Humanas da Universidade Nova (2010-2012).
  - Vogal do Conselho-Geral e de Supervisão do Banco Millennium BCP (2009-2012)
  - Presidente do Conselho-Geral e de Supervisão do Banco Millennium BCP (2011- 2012)
  - Membro do Painel do Secretário-Geral das Nações Unidas para os Referendos no Sudão (2010-2011)
  - Membro do Grupo de Trabalho criado pelo Primeiro-Ministro de Portugal para a Internacionalização e Desenvolvimento da Economia Portuguesa (2011)
  - Administrador não-executivo do Conselho de Administração da SOCO Internacional, PLC. (desde 2009)
  - Administrador Não-Executivo do Conselho de Administração do Banco Privado Atlântico– Angola (2010-2016)
  - Presidente do Conselho de Curadores da Fundação Luso-Brasileira (2005-2015)
  - Administrador Não-Executivo do Banco Sabadell, em representação do Banco Millennium BCP (2012-2016)
  - Presidente do Conselho Consultivo do Programa Gulbenkian Parcerias para o Desenvolvimento (2012-2017)
  - Presidente do Conselho de Administração do Banco Millennium BCP (2012-2017)
  - Presidente do Conselho de Curadores e do Conselho Internacional da Fundação Millennium BCP (2012- 2017)
  - Presidente do Conselho de Administração da Fundação Millennium BCP (desde 2018)

## Condecorações[2][3]
- Comendador da Real Ordem Norueguesa de Santo Olavo da Noruega (8 de Abril de 1981)
- Grã-Cruz do Mérito da Ordem do Mérito da República Federal da Alemanha Ocidental (8 de Abril de 1981)
- Comendador da Ordem do Mérito da República Italiana de Itália (8 de Abril de 1981)
- Oficial da Ordem Nacional da Legião de Honra de França (7 de Maio de 1981)
- Comendador da Ordem Nacional do Cruzeiro do Sul do Brasil (16 de Junho de 1981)
- Comendador da Ordem da Coroa da Bélgica
- Comendador da Ordem do Mérito da Costa do Marfim
- Cavaleiro de Graça e Devoção da Ordem Soberana e Militar Hospitalária de São João de Jerusalém, de Rodes e de Malta
- Comendador da Ordem do Infante D. Henrique de Portugal (14 de Julho de 1986)
- Comendador da Ordem Nacional do Mérito de França (7 de Maio de 1990)
- Grande-Oficial da Ordem da Fénix da Grécia (15 de Novembro de 1990)
- Grande-Oficial da Ordem do Leão da Finlândia da Finlândia (13 de Março de 1991)
- Senhor Comendador da Ordem do Mérito Civil de Espanha (27 de Outubro de 1993)
- Grã-Cruz da Ordem de Ouissam Alaoui de Marrocos (20 de Fevereiro de 1995)
- Grã-Cruz da Ordem Militar de Nosso Senhor Jesus Cristo de Portugal (8 de Junho de 1996)
- Grã-Cruz da Ordem Nacional do Cruzeiro do Sul do Brasil (25 de Julho de 1996)
- Grã-Cruz da Ordem Pro Mérito Melitensi da Ordem Soberana e Militar Hospitalária de São João de Jerusalém, de Rodes e de Malta (22 de Maio de 2001)
- Medalha da Ordem de Timor Leste de Timor Leste
- Grã-Cruz da Ordem do Mérito do Luxemburgo (3 de Novembro de 2004)
- Grande Condecoração de Honra em Ouro da Condecoração de Honra por Serviços à República de Áustria (11 de Novembro de 2004)
- Cavaleiro de Grã-Cruz da Ordem do Mérito da República Italiana de Itália (31 de Janeiro de 2005)

## Obra publicada
Numerosos artigos e estudos ao longo dos anos sobre temas de política internacional em publicações nacionais e estrangeiras.